# Kvantitativní teorie peněz
Kvantitativní teorie peněz je ekonomická teorie, která tvrdí, že nabídka peněz (peněžní zásoba) má přímý vliv na cenovou hladinu. Předpovídá přímo úměrný vztah mezi změnami v růstu množství peněz obíhajících v hospodářství a v růstu cen, tj. v míře inflace.
V dlouhém období je tato souvislost empiricky prokázaná, avšak v krátkém období je předmětem sporů mezi různými ekonomickými školami.
Teorie byla například zpochybňována keynesiánskou ekonomií, ale posléze obhajována monetaristickou školou ekonomie. Kritici zdůrazňují zejména, že rychlost obratu peněz není konstantní a že ceny a mzdy jsou v krátkém období strnulé, což přímý vztah mezi peněžní zásobou a cenovou hladinou vylučuje.

## Vývoj kvantitativní teorie peněz

### Salamancká škola
Jednu z prvních verzí kvantitativní teorie peněz zformulovali již pozdní scholastikové v 16. století. Například d'Azpilcueta a de Mercado zdůrazňovali příčinný vztah mezi změnami množství peněz v oběhu a změnami cenové hladiny. Neuvažovali však ještě rychlost obratu peněz.

### Předchůdci klasické ekonomie
Dalším, kdo objevil souvislost mezi zvýšením množství peněz a zvýšením cenové hladiny ve stejném poměru byl anglický filozof John Locke. Teorie mu sloužila jako argument proti merkantilismu – dominantnímu ekonomickému myšlení v 17. století, které kladlo důraz na příliv drahých kovů do domácí ekonomiky.
David Hume převzal a rozpracoval Lockovu teorii. Je považován za autora teze neutrality peněz, podle níž změny v množství peněz nemají v dlouhém období vliv na reálné veličiny a ovlivňují pouze cenovou hladinu. Tvrdil, že zvyšování množství peněz v oběhu povede k růstu cenové hladiny, aniž by mělo dlouhodobé kladné dopady na zvyšování výroby. Stát nemá zasahovat do oběhu peněz, neboť jejich množství by měl regulovat mechanismus toků drahých kovů v mezinárodním obchodě.
Od anglických filozofů teorii dále převzal a doplnil např. francouzský osvícenec Richard Cantillon.

### Klasická politická ekonomie
David Ricardo tvrdil, že hodnota peněz se mění nepřímo úměrně jejich množství v oběhu. Kritizoval Bank of England za pozastavení směnitelnosti anglické libry a zdůrazňoval, že nadměrná emise bankovek vede k jejich znehodnocení. Jednalo se o tzv. bullionistickou kontroverzi. Ricardova teorie peněz a makroekonomická teorie založená na jednoduché verzi kvantitativní teorie peněz se stala součástí argumentů měnové školy proti bankovní škole v tzv. britské monetární debatě první poloviny 19. století a nakonec získala převahu (viz Bank Charter Act Roberta Peela z roku 1844).
S kvantitativní teorií peněz je úzce spojen i Sayův zákon trhů.

### Cambridgeská škola
Alfred Marshall a další představitelé cambridgeské školy jsou autory důchodové verze kvantitativní teorie peněz založené na příjmově-výdajovém přístupu a peněžních zůstatcích, která se liší od transakční verze Irvinga Fishera. Východiskem je tzv. cambridgeská rovnice:
{\displaystyle M={\textit {k}}\cdot P\cdot y}, kde

{\displaystyle M\,} je množství peněz v oběhu držené subjekty v podobě peněžních zůstatků,

{\displaystyle k\,} je koeficient vyjadřující podíl peněžní hotovosti na národním důchodu,

{\displaystyle P\,} je cenová hladina a 

{\displaystyle y\,} je reálný národní důchod.
Cambridgeská škola pojímá peníze v dlouhém období jako neutrální, v krátkém období však probíhají přizpůsobovací procesy a změny v množství peněz mají reálné důsledky. Ještě v roce 1923 John Maynard Keynes rozvíjí cambridgeskou kvantitativní teorii. Po zformulování své teorie preference likvidity na začátku 30. let, kde klade důraz na funkci peněz jako uchovatele hodnot, se však s kvantitativní teorií peněz plně rozchází.

### Irving Fisher
Irving Fisher je autorem transakční rovnice směny, na níž je založen jeho výklad kvantitativní teorie peněz.
{\displaystyle M\cdot V=P\cdot T}, kde

{\displaystyle V\,} je transakční rychlost oběhu peněžní jednotky a 

{\displaystyle T\,} je počet všech transakcí v ekonomice.
Fisher předpokládá, že rychlost obratu peněžní jednotky a počet transakcí jsou nezávislé na změnách množství peněz v oběhu, z toho pak vyplývá, že tempo růstu peněžní zásoby proporcionálně determinuje růst míry inflace. Fisher také předpokládá, že kauzalita směřuje od změn množství peněz v oběhu k cenové hladině, nikoli naopak. Výsledkem těchto předpokladů je představa, že změny v množství peněz nemohou v dlouhém období ovlivnit reálné ekonomické procesy, což se označuje pojmem neutralita peněz. Naopak v krátkém období Fisher peníze za neutrální nepovažoval, neboť si uvědomoval efekty časových zpoždění mezi změnami množství peněz a cenové hladiny. Fisher ve svém pojetí klade důraz na funkci peněz jako prostředku směny, čímž navazuje na kvantitativní teorii cambridgeské školy.

### John Maynard Keynes
John Maynard Keynes podstatnou část své kariéry vycházel z učení cambridgeské školy a rozvíjel její důchodovou verzi kvantitativní teorie peněz, kterou v práci Traktát o peněžní reformě (1923) upravil do tvaru:
{\displaystyle M=q\cdot P}, kde

{\displaystyle q\,} je počet jednotek spotřebních statků, na jejichž nákup domácnosti udržují peněžní zůstatky a 

{\displaystyle P\,} je cenová hladina spotřebních statků a služeb.
V analýze založené na této rovnici se Keynes snaží dokázat, že počet jednotek spotřebních statků {\displaystyle q\,} zásadním způsobem ovlivňuje kupní sílu peněz.
V díle Pojednání o penězích (1930) však již kvantitativní teorii peněz značně kritizuje a rozvíjí alternativní, tzv. příjmově-výdajový přístup, na kterém později postavil zcela novou teorii, teorii preference likvidity.

Keynesovi následovníci pak vesměs kvantitativní teorii peněz také odmítli.

### Neoklasická renesance a monetarismus
Po druhé světové válce, zejména od 50. let 20. století začíná opět vznikat zájem o oživení neoklasické ekonomie. Vznikají neoklasické teorie růstu a Don Patinkin reinterpretuje kvantitativní teorii peněz. Patinkin byl zároveň jediným významným představitelem neoklasické syntézy, který kvantitativní teorii otevřeně akceptoval. Ve svém rozpracování cambridgeské důchodové verze zdůraznil efekt reálných peněžních zůstatků (též Pigouův efekt), jehož byl sám autorem a snažil se dokázat překonání tzv. klasické dichotomie, tj. rozpor mezi nominálními (absolutní ceny) a reálnými veličinami (poměrné ceny) v ekonomii.
Na začátku 70. let monetarismus Miltona Friedmana postavil doporučení pro hospodářskou politiku na základě kvantitativní teorie peněz, která byla do té doby zapovězená kvůli dominantnímu vlivu neokeynesiánství. Základem Friedmanovy reinterpretace kvantitativní teorie se stala teze, že poptávka po penězích a v důsledku i rychlost obratu peněz je stabilní funkcí omezeného počtu proměnných.
K obnovení zájmu o kvantitativní teorii peněz přispěla i kvalitní empirická podpora Friedmanových závěrů v knize A Monetary History of the United States, 1867–1960 (Monetární historie Spojených států, 1963) M. Friedmana a Anny Schwartz. Spolu s tím se oprášila i teze o neutralitě peněz, tedy že peníze v dlouhém období nemohou ovlivnit reálné veličiny. Friedman však ve své verzi teorie rozlišuje mezi krátkodobými a dlouhodobými důsledky změn množství peněz v oběhu. V krátkém období peníze neutrální nejsou a změna množství peněz tak vyvolá změny v nominálním i v reálném národním důchodu (zpravidla za 6–9 měsíců). Teprve poté (za dalších 6–9 měsíců) v cenách. Kromě existence časových zpoždění stojí Friedmanova interpretace kvantitativní teorie peněz na přesvědčení, že inflace je vždy a všude peněžní jev vyvolaný rychlejším tempem růstu peněžní nabídky než je tempo růstu reálného národního důchodu. Jde o důchodovou verzi kvantitativní teorie peněz, která má podobu syntézy původní kvantitativní teorie s Keynesovou preferencí likvidity a s jeho příjmově-výdajovým přístupem.

### Nová keynesiánská ekonomie
Monetarismus byl vlivným směrem pro formulování měnové politiky během 70. let 20. století. Od 90. let však jeho vliv slábne na úkor nových keynesiánských teorií pracujících s endogenitou peněz a tzv. „nového konsenzu“ v teorii peněz a monetární politice zaměřené na cílování inflace. Kvantitativní teorie peněz je zde uznávána v dlouhém období, zatímco v krátkém období pomalé přizpůsobování nominálních a reálných proměnných způsobuje, že peníze nejsou neutrální.